# おうこくのめいたんてい ミラ
おうこくのめいたんてい ミラ（Mira, Royal Detective）は、2020年3月20日から2022年6月20日までディズニージュニアで放送されたアメリカ合衆国のテレビアニメ。日本では2020年9月27日からディズニーチャンネルで放送されており、後にディズニージュニアでも放送されている。Disney+でも日本語吹き替え版が配信されている。
本作はジャルプール王国を舞台に、なぞ解きを得意とする少女ミラが女王の推薦を受けて宮廷探偵として活躍する物語である。物語の舞台であるジャルプール王国はインドをモチーフとしており、ボリウッドダンスも登場する。

## キャラクター
ミラ
声 - 諸星すみれ、英 - リーラ・ラドニアー
ミク
声 - 内匠靖明、英 - カル・ペン
ミラの相棒であるマングースの一匹。
チク
声 - 野上翔、英 - ウトカルシュ・アンブドカル
ミラの相棒であるマングースの一匹。
ニール
ジャルプール王国の王子で、発明が好き。
プリヤ
ミラのいとこで親友。

## エピソード
| #  | エピソードタイトルA          | エピソードタイトルB      |
| -- | ---------------------------- | ------------------------ |
| 1  | 女王のスカーフを 探せ！      | 消えた自転車の 謎        |
| 2  | 人形劇の 事件                | 消えたイヤリング         |
| 3  | ダンスコンテストの 大事件    | ラクダは 大騒ぎ！        |
| 4  | 名探偵 王女になる            | ファッションショーの謎   |
| 5  | 発表会の 大事件              | 消えた おもちゃのヨット  |
| 6  | マングースの いとこたち      | だいりせきのたまごの謎   |
| 7  | 謎の贈り物を 追いかけろ！    | 料理コンテストの 事件    |
| 8  | 謎のポロ・プレーヤー         | 秘密の宝を探せ！         |
| 9  | 誕生日の大事件               | 消えたキルトの謎         |
| 10 | スパイスを追いかけろ！       | 砂漠の大冒険             |
| 11 | 名探偵ミクとチク             | 引越しのひの大事件       |
| 12 | 行方不明の 料理を探せ！      | 発明フェアの大事件       |
| 13 | 起こったニワトリ事件         | 小さながっきの謎         |
| 14 | ラーキーの謎                 | 宮殿の不思議な音         |
| 15 | 探偵の秘密の部屋             | ジャルプールの演奏会の謎 |
| 16 | 女王の宝石箱                 | 消えたヤギの謎           |
| 17 | 消えたゲームの石             | レース場の大事件         |
| 18 | ロープのショーの大事件       | 謎の紙ふぶき             |
| 19 | ディワリの大事件             | 謎の息もの現れる！       |
| 20 | 逃げ出したミク               | 行方不明のヤギ           |
| 21 | 謎の少女現れる               | 川辺の大事件             |
| 22 | 図書館の本が消えた           | おおきなドーサの謎       |
| 23 | 名探偵の教え                 | 消えた王冠の謎           |
| 24 | ミラの誕生日の事件           | 美術展の謎               |
| 25 | ホーリー祭りの謎             | ジャルプール急行の大事件 |
| 26 | 姿を消したカメレオン         | ポロの試合の謎           |
| 27 | ミラの大きな一歩             | 消えたクジャクの事件     |
| 28 | ディンプルの羽が抜けた       | お泊り会の オバケの謎    |
| 29 | 霧の中の大きな謎             | ニセモノの絵の事件       |
| 30 | イードの謎                   | 消えたキラキラの筆       |
| 31 | 大空の謎                     | ビンの中の手紙           |
| 32 | 迷子の可愛い子犬             | 潜水艦の謎               |
| 33 | 思い出のツリーハウス         | 消えたバスケットの謎     |
| 34 | 消えた探偵ラボ               | 壊れたポンプの謎         |
| 35 | タブラを追いかけろ！         | 自転車の日の大事件       |
| 36 | ナイヤプラムの宮殿の事件     | 消えたお菓子の謎         |
| 37 | ティージのお祭りの大事件     | ランゴーリコンクールの謎 |
| 38 | カタックダンスの謎           | 色々行方不明じけん       |
| 39 | フカフカクッションを探せ！   | 消えたジュンカの謎       |
| 40 | 美しい謎の歌声               | 行方不明の列車           |
| 41 | 迷子のカモのじけん           | 伝説の洞窟の謎           |
| 42 | ダンディア・ダンスの謎       | 不思議な噴水の じけん    |
| 43 | ダシェラのお祭りの謎         | 子犬の名探偵             |
| 44 | ミーナの謎のネックレス       | ロバと消えたしお         |
| 45 | 消えたレヘンガチョーリの謎   | しゃべるまほうの家       |
| 46 | グプタ探偵の挑戦             | スネークボートレースの謎 |
| 47 | フードフェスティバルの事件   | 消えたバングルの謎       |
| 48 | 謎が謎にきえた謎             | ギリ・ダンダの謎         |
| 49 | ジャルプール・ジャマーズの謎 | 消えた青い宝石           |
| 50 | お別れの音楽ツアー           | シェールのメフィルの謎   |